# Sàgaris
La sàgaris (en grec antic: Σάγαρις o Σάγαρι) és una destral de guerra utilitzada pels escites a l'antiguitat. després va ser adoptada per molts perses i després pels macedonis.
La sàgaris tenia el cap relativament petit i s'usava només amb una mà. L'utilitzaven els genets, perquè era molt manejable i de poc pes. La fulla era de bronze o de ferro, i tenia un tall esmolat i a l'altra banda un punxó en forma d'espiga. El tall era molt efectiu, i travessava les defenses del cos sense necessitat de donar un cop fort. Heròdot diu que les sàgaris eren de bronze, i portaven ornaments d'or a la part superior. Les sàgaris dels escites tenien el tall recte, però a l'Imperi Persa portaven ja un tall en forma de mitja lluna.

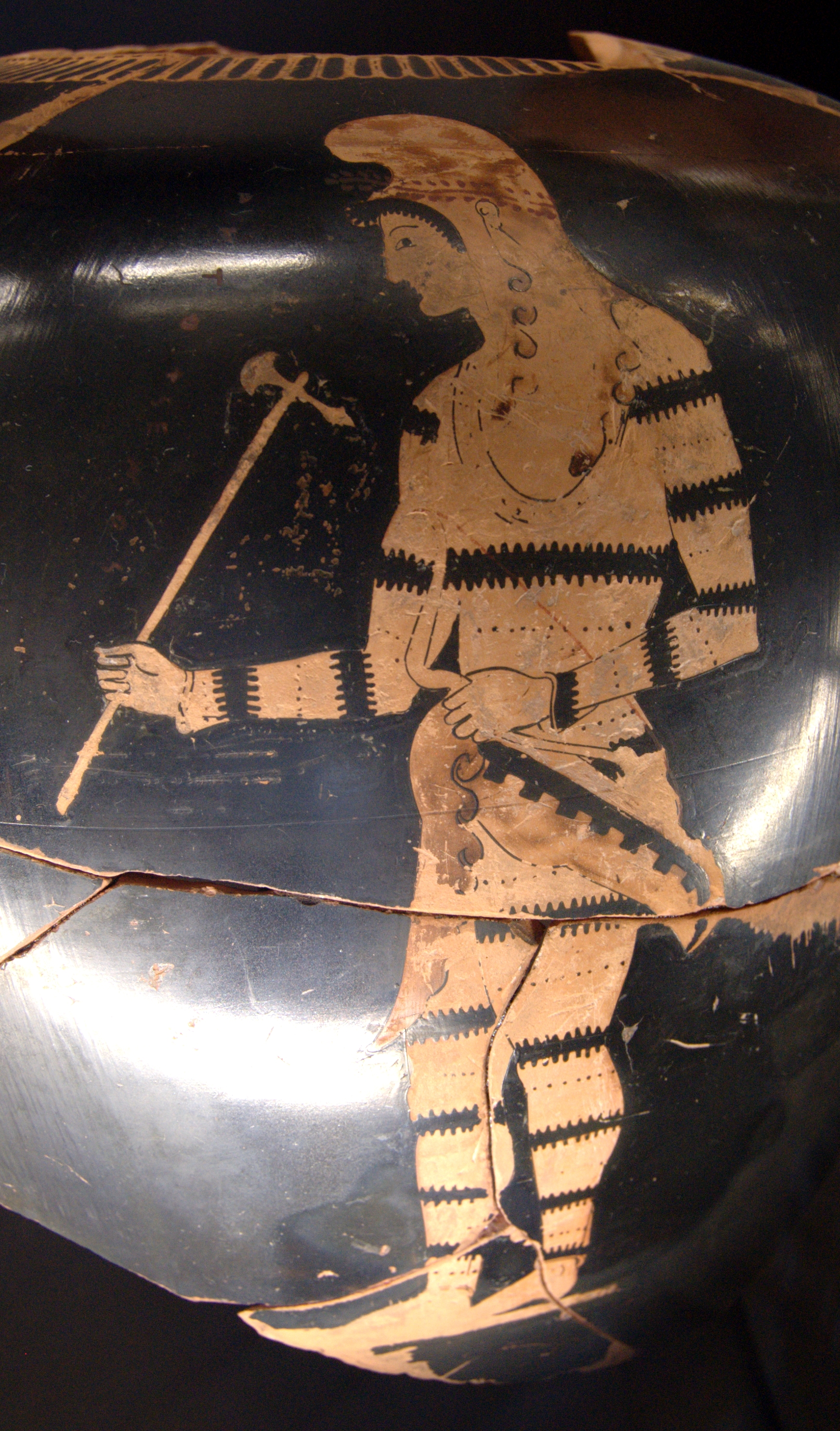
Guerrer Escita Louvre G106

Aquesta destral era originària dels escites. Els genets, que anaven armats amb arcs i fletxes, la utilitzaven com una arma alternativa o secundària. Als exèrcits perses, els genets i els soldats en portaven. Els guerrers armats amb aquestes destrals eren eficaços contra els llancers grecs, perquè eren més manejables i maniobrables que les llargues llances gregues. En els enfrontaments a les campanyes d'Alexandre el Gran, aquestes destrals eren molt efectives quan es feien atacs sobtats de la cavalleria i gairebé li van costar la vida a Alexandre, segons Plutarc. Al segle ii aC les sàgaris van desaparèixer dels camps de batalla, perquè sembla que ja no podia fer res contra les armadures millorades.